# Drottningholm (navire)
Le SS Drottingholm est un des premiers paquebots à vapeur. Il est conçu comme un navire transatlantique et un navire postal pour l'Allan Line. Il est construit en Écosse en 1904 et baptisé RMS Virginian.
Lors de la Première Guerre mondiale, le bâtiment est utilisé en navire pour le transport de troupes pour être ensuite converti en croiseur auxiliaire. En août 1917, il est touché par la torpille d'un U-Boot allemand[réf. nécessaire].
En 1920, le navire est vendu à la Swedish American Line et est rebaptisé Drottningholm. Il navigue comme navire pour passager d'une nation neutre lors de la Seconde Guerre mondiale et rapatrie des milliers de civils des deux côtés du conflit[réf. souhaitée].
En 1948, le Drottningholm est revendu à la Home Lines qui lui donne le nom Brasil. Trois ans plus tard, il est de nouveau revendu à la Hamburg America Line et prend le nom Homeland. Le navire est démonté en Italie en 1955.

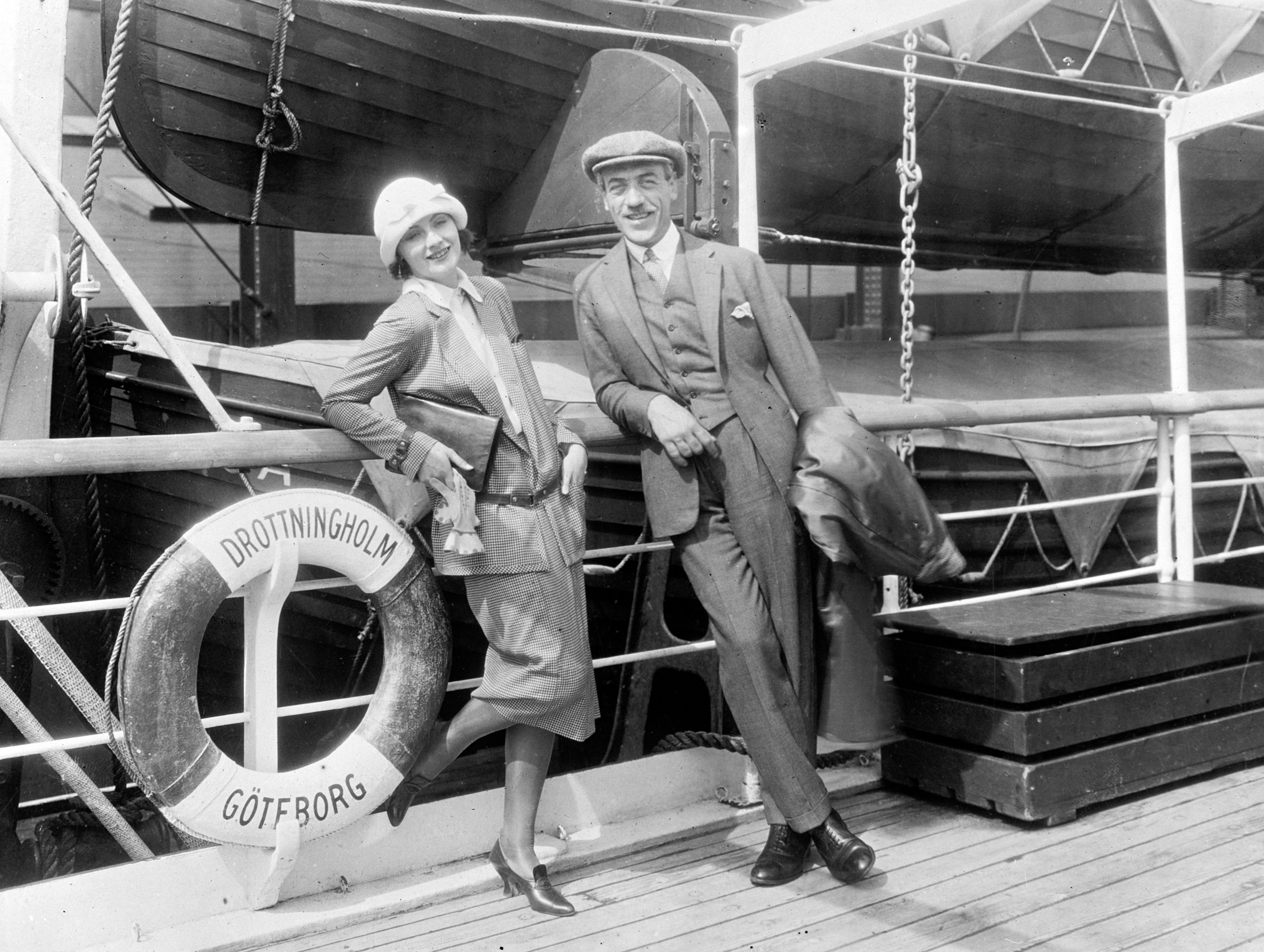
Greta Garbo et Mauritz Stiller à bord du Drottningholm en 1925.